# Hjelmkasuar
Hjelmkasuar (Casuarius casuarius) er en fugl i kasuarfamilien. Den er en af tre arter i slægten Casuarius. Arten er endemisk for Australasien.

## Beskrivelse
Den er den tredjestørste og den næsttungeste fugl i verden efter strudsen og emuen. Voksne hjelmkasuarer bliver omkring 1,3–1,7 m høje og kan veje op mod 58 kilo. Hunnen bliver betydelig større end hannen, som typisk vejer omkring 29–34 kg. De har hjelm på hovedet, en kamlignende hornet udvækst på hovedet, som de anvender til at slå sig frem gennem tæt undervegetation. Hjelmkasuaren er sort med et grønblåt ansigt, et grønt baghoved og en hals som er violet foran, blå på siderne og lakrød på bagsiden.

## Udbredelse og habitat
Arten forekommer på det sydlige Ny-Guinea og Aruøerne, samt i det nordøstlige Australien. Den trives i regnskov op mod 500 meter over havet, men findes undtagelsesvis til op mod 1.100 meter over havet. I Australien forekommer den i tæt regnskov i alle højder.

## Status og trusler
Frem til 2017 kategoriseredes hjelmkasuaren som sårbar (VU) af den internationale naturfredningsunion IUCN på grund af tab af levesteder. Studier viste imidlertid, at populationen var større end man tidligere havde troet, hvorfor den nu kategoriseres som Ikke truet (LC).
- Hjelmkasuarens hoved.
- Hjelmkasuarens har tre fremadgående tæer.
- Æg af Casuarius casuarius.